# Harridslev-Albæk Kommune
Harridslev-Albæk Kommune var en dansk sognekommune i Randers Amt fra 1842 til 1970. Kommunen bestod af Harridslev og Albæk Sogne. Den blev ved kommunalreformen i 1970 en del af Nørhald Kommune.